# Rukumberi
Rukumberi ist ein Sektor im Westen des Distrikts Ngoma in der Ostprovinz von Ruanda.

## Geographie
Der Sektor Rukumberi hat eine Fläche von 86 km² und liegt auf einer Höhe von etwa 1350 m. Er setzt sich aus den fünf Zellen Gituza, Ntovi, Rubago, Rubona und Rwintashya zusammen. Innerhalb des Sektors liegt im Südwesten der Birira-See und westlich von diesem bildet der Fluss Nyabarongo die Grenze zum Nachbardistrikt Bugesera. Nachbarsektoren innerhalb des Distrikts Ngoma sind Mugesera im Nordosten, Zaza im Osten, Sake im Südosten und Jarama im Süden. Im Nordosten grenzt der Sektor an den Mugesera-See und im Südosten an den Sake-See.

## Bevölkerung
Rukumberi ist der bevölkerungsreichste Sektor des Distrikts Ngoma, gefolgt von Rurenge. Nach der Volkszählung von 2022 liegt die Einwohnerzahl von Rukumberi bei 39.420. Zehn Jahre zuvor waren es 28.560, was einem jährlichen Bevölkerungszuwachs von 3,3 Prozent zwischen 2012 und 2022 entspricht.